# Kwiczalnia

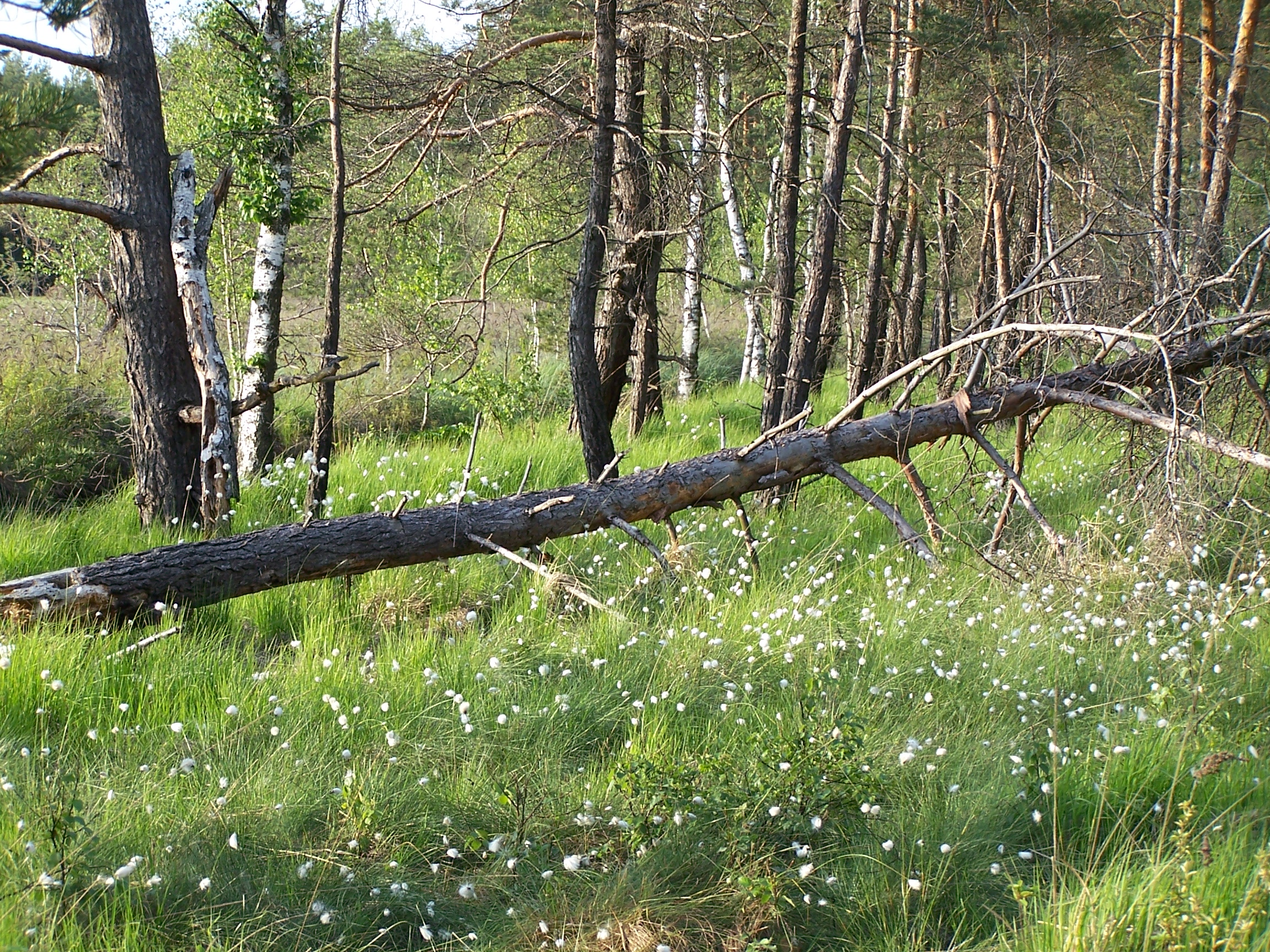
Wełnianki na torfowisku Kwiczalnia - Topiel

Kwiczalnia – torfowisko przejściowe, zwane również Topiel, w zlewni Kiełcznicy, pomiędzy miejscowościami: Sowin, Wierzbie (w gm. Łambinowice), Włostowa, Przechód i Kuźnica Ligocka (gm. Korfantów), w województwie opolskim. Pierwotnie jezioro polodowcowe, z czasem wypłycone. Później podtorfione łąki i torfowisko.

## Nazwa
Nazwa Kwiczalnia związana jest z legendą o zatopionej karczmie i świniarni. Historyczne nazwy torfowiska to: Quitschelle (1936, 1912, 1893, 1883), Quitshaller Lug u.[nd] Teich (1832), Quitschalla Lug, Quizalla T.[eich] (1781), Quinzala (1594).